# ستيفانو بيتيناري
ستيفانو بيتيناري (بالإيطالية: Stefano Pettinari) (27 يناير 1992 بروما في إيطاليا - ) هو لاعب كرة قدم إيطالي في مركز الوسط. شارك مع منتخب إيطاليا تحت 16 سنة لكرة القدم ومنتخب إيطاليا تحت 17 سنة لكرة القدم ومنتخب إيطاليا تحت 19 سنة لكرة القدم ومنتخب إيطاليا تحت 20 سنة لكرة القدم ومنتخب إيطاليا تحت 21 سنة لكرة القدم ومنتخب إيطاليا لكرة القدم للدرجة الثانية ‏. أما مع النوادي، فقد لعب مع نادي بيسكارا ونادي روما ونادي سيينا ونادي فيتشينزا ونادي كروتوني ونادي كومو ولاتينا كالتشيو.

## روابط خارجية
- ستيفانو بيتيناري على موقع قاعدة بيانات كرة القدم.إي يو (الإنجليزية)
- ستيفانو بيتيناري على موقع Soccerway.com (الإنجليزية)
- ستيفانو بيتيناري على موقع عالم كرة القدم.نت (الإنجليزية)
- ستيفانو بيتيناري على موقع AS.com (الإسبانية)